# Sindou Dosso
Sindou Dosso (Costa de Marfil, 23 de abril de 1986) es un futbolista marfileño.

## Trayectoria
Inició su carrera en el Stella Club d'Adjamé, posteriormente fichó por el Nyíregyháza Spartacus FC. En la temporada 2010-2012 fue fichado por el Kecskeméti TE. Para mediados de 2014 fichó por el An Giang.
Durante su trayectoria como futbolista ha sido campeón de la Copa de Hungría en la temporada 2010-11 y subcampeón de la Supercopa de Hungría en la temporada 2011-2012.